# Casa al carrer del Carme, 5 (Cornellà del Terri)
La Casa al carrer del Carme, 5 és una obra de Cornellà del Terri (Pla de l'Estany) inclosa a l'Inventari del Patrimoni Arquitectònic de Catalunya.

## Descripció
Edifici urbà de planta rectangular, desenvolupat en planta baixa i una planta pis, amb coberta de teula àrab orientada a dues vessants. Les parets estructurals són de pedra morterada, arrebossada i pintada a la façana. Les obertures de la façana principal són compostes seguint un eix de simetria amb la porta d'accés, balcó centrals i obertures menors laterals. Totes les obertures estan emmarcades amb arrebossat imitant la pedra. El mateix criteri es segueix en el sòcol, línies d'imposta i límits verticals de la façana.
El pis del balcó està format per una llosana emmotllurada de pedra i les baranes són formades per barrots cilíndrics de ferro colat.